# 百老匯65號

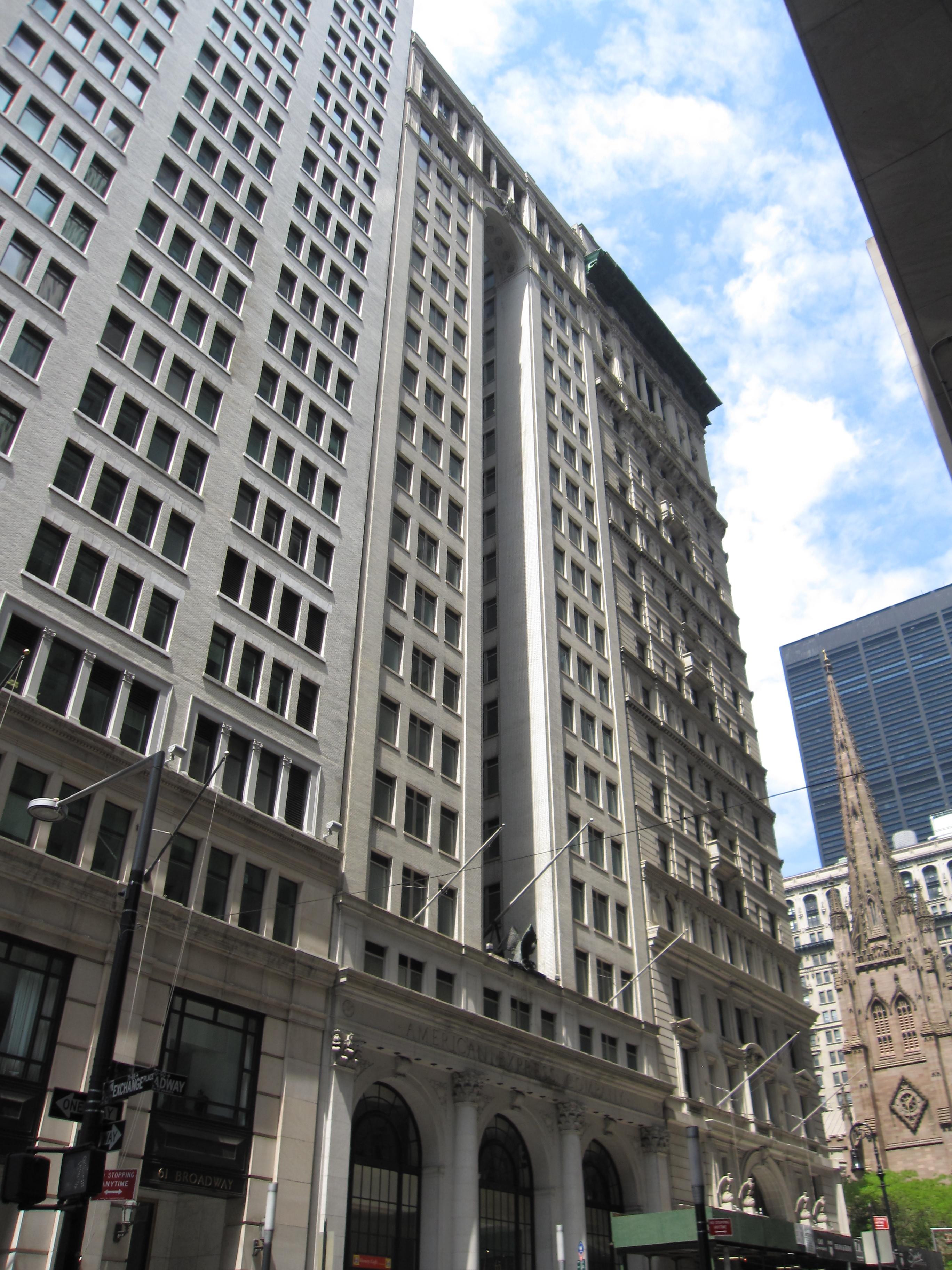
百老匯65號

百老匯65號（65 Broadway），舊名美國運通大廈（American Express Building），是位於美國紐約市百老匯的一座建築物，有21層。建築外觀是新古典主義風格。1995年，該建築被列入紐約市地標。百老匯65號在1974年之前是美國運通的總部。

## 外部連結
- Emporis
- NYC Architecture （页面存档备份，存于）